# くうねるところすむところ〜恋するニッカボッカ・ガール〜
春のドラマスペシャル くうねるところすむところ〜恋するニッカボッカ・ガール〜（くうねるところすむところ〜こいするニッカボッカ・ガール〜）は、フジテレビ系列で2007年4月10日22:10〜23:34（JST）に放送されたテレビドラマ。
当初4月3日放送予定だったが、発掘!あるある大事典II捏造に関する検証番組放送のため1週延期された。

## 概要
商社を辞めた30歳の独身女性が自らの窮地を救った大工にひと目ぼれした勢いで大工に転職し、恋や仕事に生きながら、自立していく姿を描いたハートフルラブストーリー。

## あらすじ
ある日、梨央は上司の理不尽な態度に腹を立てて勤めていた商社を辞めてしまい、建設途中の家の足場でビールを飲んでいた。だが突然自分が足場の上にいることに気付き、慌てて右往左往しているところを徹男に助けられた。そのことで梨央は徹雄に淡い気持ちを抱き、徹男が勤める工務店にバイトとして雇ってもらう。ある日、現場監督だった人が会社を辞めてしまう。傾きかけた工務店に合併話が来ており、廃業せずに合併へ持っていきたい郷子は、何らかの失敗を起こしてくれるであろう梨央を現場監督にしてしまう。最初は、梨央を煙たがってい た大工たちだったが、梨央のやる気を認め、次第に現場監督として認め出す。そんな時、徹男の元に亮子から電話があり、娘の舞を返してほしいと言われて動揺し、現場で転落事故を起こしてしまう。大した怪我ではなかったが、一日入院を余儀なくなり、舞の世話を梨央に頼むことにした。しかし翌日、大工たちのいる前で梨央は郷子から合併を提案される。廃業するか2人リストラして合併するかの選択を迫られる中、自分の責任を感じた徹男は自ら辞めるといい、巌はボイコットを告げ、大工たちを引き連れ去ってしまう…

## 登場人物・キャスト
- 山根梨央（演：青木さやか）

30歳。商社を辞め、アルバイトとして工務店で働くことになった大工。
- 田所徹男（演：金子賢）

33歳。家を建てることに熱い信念を持っている大工。亮子と離婚後、一人娘の舞と暮らしている。
- 鍵丸郷子（演：高橋ひとみ）

42歳。鍵丸工務店の社長。あまりやる気がない。
- 遠山亮子（演：矢沢心）

28歳。徹男の元妻。離婚し、舞を手放したことを後悔している。
- 藤枝時江（演：松金よね子）

55歳。鍵丸工務店の経理。
- 大澤巌（演：笹野高史）

60歳。鍵丸工務店で働くベテラン大工。
- 山根多香子（演：加賀まりこ）

57歳。弁当のデリバリーサービスをしている梨央の母。
以下大工役。
- 青木圭太（20）（演：五十嵐隼士）
- 樋口翔平（25）（演：深水元基）
- 藤村伸吾（23）（演：渡辺大）
- 岩田聡（22）（演：水谷百輔）
- 加納正樹（20）（演：中村昌也）

## スタッフ
- 原作：平安寿子 『くうねるところ すむところ』
- プロデューサー：安藤和久、塚田哲也、樹下直美
- 脚本：江頭美智留
- 監督：本橋圭太
- 製作：関西テレビ、アズバーズ